# 천안 봉선홍경사 갈기비
천안 봉선홍경사 갈기비(天安 奉先弘慶寺 碣記碑)는 대한민국 충청남도 천안시 홍경사에 있는 고려시대의 석비이다. 1962년 12월 20일 대한민국의 국보 제7호로 지정되었다.

## 역사
봉선홍경사는 경부선 성환역에서 북쪽으로 직선거리 약 3km 떨어진 지점에 위치한 홍경사지에 위치하고 있다. 고려 현종 12년(1021년)에 창건된 절이다. 동국여지승람 직산현 역원조에 의하면, 이곳은 고을 북쪽 15리에 위치하고 있는 교통의 요지인데, 갈대가 무성하여 도적이 출몰하므로, 고려 현종이 승려 형극에게 명하여 절을 세우게 하였고, 이에 병부상서 강민첨이 감독하여 1016년부터 1021년까지 2백여 칸을 세우고, 봉선홍경사로 이름을 붙였다고 한다. 또한 절 서쪽에 객관 80칸을 세우고 광연통화원이라 하여, 행인을 위하여 양식과 마초를 제공하였다고 한다. 동국여지승람 간행 당시에 이미 절은 없어졌고 원과 비석만 남아서, 절의 이름을 따서 홍경원이라고 불렀다고 한다.
이 사적갈비는 봉선홍경사의 사적을 기록한 비석이다. 절 이름 앞의 ‘봉선(奉先)’은 고려 안종(安宗)이 그 완성을 보지 못하고 목숨을 다하자, 아들 고려 현종이 절을 완성하였으므로, 아버지의 뜻을 받든다는 의미로 붙인 이름이다. 비석은 절이 완공된 지 5년 뒤인 1026년에 세워졌다.
갈비(碣碑)는 일반적인 석비보다 규모가 작은 것을 말하는데, 대개 머릿돌이나 지붕돌을 따로 얹지 않고 비몸의 끝부분을 둥글게 처리하는 것이 보통이지만, 이 석비는 거북받침돌과 머릿돌을 모두 갖추고 있다. 귀부는 지대석과 하나의 돌로 되어 있다. 귀부석 등에는 귀갑 무늬를 새겼고, 물고기의 지느러미 같은 날개를 머리 양쪽에 새겨 생동감을 더하고 있다. 귀부석의 머리는 어룡의 모습인데, 머리를 오른쪽으로 돌리고 있다. 비좌는 장방형으로, 복련과 앙련을 새겨 비신을 받치는 형상이다. 비신의 앞면에는 윤곽선을 돌리고 비문을 새겼는데, 바깥 주연에는 당초문대, 양쪽 옆면에는 보상화문을 새겼다. 왕명으로 비문은 해동공자로 칭해졌던 한림학사 최충이 찬하였고, 국자승(國子丞) 백현례가 썼으며, 글자는 2.4cm 크기의 해서체이다. 비신 위편에는 가로로 '봉선홍경사갈기'라는 전액이 음각되어 있고, 이수에는 높은 산 모양의 도식화된 운용문이 새겨졌다. 현재 완전하게 남아 있는 사적비 가운데 하나이다.

## 같이 보기
- 석비

## 참고 자료
- 천안 봉선홍경사 갈기비 - 국가유산청 국가유산포털
- 《문화재해설》, 충청남도, 1990년
- 《충청남도문화재대관》, 충청남도역사문화연구원
- 《문화유적총람-금석문편》, 충청남도, 1993년
- 《천안시지》, 천안시, 1997년
- 《충청남도지정문화재해설집》, 충청남도, 2001년